# BDS C
BDS C (BD Software C Compiler) ist ein Compiler für eine Untermenge der Programmiersprache C und war für Disketten-basierte Computersysteme mit 8080- bzw. Z80-Prozessor, dem Betriebssystem CP/M und mindestens 32 kB frei verfügbarem Arbeitsspeicher (RAM) konzipiert.
Der bewusst klein gehaltene Compiler entsprach in den Funktionen nur teilweise der von Brian W. Kernighan und Dennis Ritchie in The C Programming Language (deutsch: Programmieren in C) definierten I/O-Standardbibliothek und verwendete zumindest anfangs auch anders benannte Header-Dateien, beispielsweise bdscio.h anstatt stdio.h. Die Vorteile von BDS C lagen in der sehr schnellen Kompilierung und dem sehr geringen Bedarf an Arbeitsspeicher der ausführbaren Programme.

## Geschichte
BDS C wurde 1979 von dem damals 20-jährigen Leor Zolman entwickelt, zunächst um den Code in der amerikanischen Computerzeitschrift Byte zu veröffentlichen. Schließlich wurde das Compilersystem doch auf den Markt gebracht, nachdem es für eine Zeitschrift zu umfangreich geworden war und sich zudem Marktchancen abzeichneten. Insgesamt wurden über 50.000 lizenzierte Kopien verkauft. Darüber hinaus waren zahlreiche unlizenzierte Exemplare im Einsatz.
Er hatte mit seinen begrenzten Vorteilen einen insgesamt nur bescheidenen Markterfolg. Beispielsweise war das wenig später unter CP/M verfügbare Compiler-Paket Aztec C näher am Standard und professioneller konzipiert. Im September 2002 gab Leor Zolman alle Rechte an BDS C auf und übergab das komplette Paket in die Gemeinfreiheit.